# Aristodemo Santamaria
Aristodemo Benedetto Emilio Santamaria (* 9. Februar 1892 in Genua; † 10. Dezember 1974 ebenda) war ein italienischer Fußballspieler.

## Karriere

### Im Verein
Santamaria wurde bei der SG Andrea Doria in seiner Heimatstadt Genua ausgebildet, wo er 1908 sein Debüt in der Italienischen Meisterschaft gab. Sein erstes Tor erzielte er beim Heimspiel gegen den CFC Genua am 17. Januar 1909 im Rahmen der ligurischen Ausscheidungsrunde zur Meisterschaft 1909.
Im Jahr 1913 wechselte Santamaria zum Lokalrivalen Genoa Cricket and Football Club und wurde dafür umgehend gesperrt, da man ihm Profitum vorwarf, das damals verboten war. Ihm und seinem Andrea-Doria-Mannschaftskameraden Enrico Sardi waren von Genoas Präsident Geo Davidson 3000 Lire für den Wechsel geboten worden. Der Kassierer der Bank, bei der sie den Scheck einlösten – ein Mitglied der SG Andrea Doria – erkannte Davidsons Unterschrift und zeigte den Vorfall an. Im folgenden Prozess wurden Santamaria und Sardi auf Lebenszeit gesperrt, erhielten jedoch nach einem Jahr Amnestie und durften für den CFC Genua auflaufen. Edoardo Pasteur, einst Spieler des Klubs, verteidigte den CFC Genua geschickt und schaffte es, dass Davidson als Alleinschuldiger ausgemacht wurde und Genoa nur gerügt wurde. Der Bankkassierer wurde wegen Verletzung des Bankgeheimnisses entlassen.
In der ersten Saison, in der Santamaria für Genoa spielberechtigt war – der Spielzeit 1914/15 –, gewann er mit dem vom Engländer William Garbutt trainierten Team seine erste Italienische Meisterschaft. Der Titel wurde allerdings erst nach Ende des Ersten Weltkriegs offiziell anerkannt, der die Meisterschaft abgebrochen worden war.
Nach dem Krieg spielte er 1919/20 noch eine Saison in den Reihen von Genua und wechselte 1920 zur US Novese. Mit dem Verein aus Novi Ligure gewann Santamaria 1921/22 seine zweite Meisterschaft. Der italienische Fußball war in der Saison 1921/22 gespalten: neben der Federazione Italiana Giuoco Calcio (FIGC), die bereits zum 21. Mal einen Meistertitel vergab, trug die Confederazione Calcistica Italiana (CCI) eine konkurrierende Meisterschaft aus. Letztendlich wurden die Meister beider Verbände (die US Novese in der FIGC-Meisterschaft und die SG Pro Vercelli in der CCI-Meisterschaft) als Italienischer Meister 1921/22 anerkannt.
Zur Saison 1922/23 kehrte Santamaria zum CFC Genua zurück und war unter „Mister“ Garbutt Leistungsträger beim Gewinn der bisher letzten beiden Meistertitel in der Vereinsgeschichte. 1922/23 war er hinter Edoardo Catto zweitbester Ligatorschütze seiner Mannschaft, 1923/24 erzielte er die meisten Treffer aller Genoa-Akteure. Santamaria war noch zwei weitere Spielzeiten für den CFC Genua aktiv und beendete seine Laufbahn 34-jährig im Jahr 1926.

### In der Nationalmannschaft
In der Italienischen Nationalmannschaft kam Santamaria zu elf Einsätzen, in denen er drei Tore erzielte. Sein erstes Länderspiel absolvierte er am 31. Januar 1915 beim 3:1-Sieg auf dem Turiner Campo di Piazza d’armi gegen die Schweiz – der letzten Partie Italiens vor Ausbruch des Ersten Weltkriegs.
Im Jahr 1920 wurde Santamaria von Nationaltrainer Giuseppe Milano ins italienische Aufgebot für das Fußballturnier der Olympischen Sommerspiele in Antwerpen berufen. Er absolvierte die beiden Partien gegen Ägypten (2:1) und Frankreich (1:3) und kam danach in der Trostrunde nicht mehr zum Einsatz.
Weitere Länderspiele absolvierte Santamaria zwischen 1921 und 1923. Seine letzte Partie für die Azzurri war das 0:0 gegen Ungarn am 4. März 1923 im Genoveser Stadio Luigi Ferraris.

## Erfolge
- Italienischer Meister:
  - 1914/15, 1922/23, 1923/24 mit dem CFC Genua
  - 1921/22 (FIGC) mit der US Novese

## Familie
Aristodemo Santamarias Bruder Stefano war ebenfalls Fußballer. Die Brüder gewannen 1921/22 gemeinsam mit Novese die Meisterschaft. Da es zur damaligen Zeit üblich war, die Spieler in Statistiken und Medien nur beim Nachnamen zu nennen, taucht Aristodemo Santamaria häufig auch als Santamaria I auf.